# Верхня Теличка
Ве́рхня Тели́чка — урочище в Києві, частина історичної місцевості Теличка. Розташована в Печерському районі південніше Звіринця, на південно-східних схилах Бусової гори, між залізницею, вулицею Бойчука та Ботанічним садом.

## Історія
У XIX столітті в околицях Верхньої Телички розташовувалися військові служби, зокрема, територію між сучасними вулицями Буслівською, Звіринецькою та Добролюбова з 1820-х років займала артилерійська лабораторія, в районі сучасної вулиці Лізи Чайкіної була військова гауптвахта, між залізницею і теперішньою вулицею Звіринецькою розміщувалися Госпітальне військове кладовище, де ховали нижніх чинів, померлих у шпиталі, та арештантські казарми.
Поселення у Верхні Теличці виникло в останній третині XIX століття, уперше зафіксовано на мапі Києва 1885 року під назвою Теличка. На межі XIX—XX століть тут стояло близько 25 садиб, була розгалужена вулична мережа з десятка вулиць. У 1902 році на мапах міста вперше з'являється окремий топонім Верхня Теличка (на відміну від низинної Нижньої Телички по той бік залізниці). У 1918 році Верхня Теличка та околиці значно постраждали від вибуху порохових складів на Звіринці, втім на мапі 1925 року вже знову видно житлову забудову у цій місцевості: вздовж кінцевої частини сучасної вулиці Тимірязєвської та поблизу вулиці Соловцова.
У 1923 році Теличка увійшла до меж Києва.
У 1930-х роках населення Верхньої Телички значно зросло, по-перше, за рахунок переселенців з затоплених повінню 1931 року Осокорків, яка знищила 80 хат, по-друге, через відведення у 1936 році східної частини Верхньої Телички під майбутній Ботанічний сад. У другій половині 1930-х років житлова забудова ущільняється, серед одноповерхових приватних садиб тут будують 5 двоповерхових житлові будинки (знесені у 1960-х—1980-х роках), а також, враховуючі значну кількість дітей, — школу на 280 учнів (сучасна школа № 5), зведену за типовим проєктом 118.
За Генеральним планом Києва 1935 року в перспективі на Верхній Теличці мали збудувати низку науково-дослідних інститутів і замість звивистих Тимірязєвської та Звіринецької вулиць прокласти дві нові широкі вулиці, які сполучили б Печерськ із районом сучасної Видубицької розв'язки. Втім, реалізації цього проєкту завадила Друга світова війна. У повоєнні часи населення Верхньої Телички зростає, особливо, коли на початку 1950-х років міська влада виділила тут землі під індивідуальне будівництво, внаслідок чого проклали низку нових вулиць. Також у 1950-х—1960-х роках було зведено кілька багатоквартирних будинків, у 1963 році тут з'явилася перша п'ятиповерхівка за типовим проєктом 1-438-5 (вул. Звіринецька, 65), у 1974 році — перший десятиповерховий будинок за проєктом 1-447С-25 (вул. Звіринецька, 63-а), у 1998 році — перший висотний будинок на 15 поверхів (вул. Звіринецька, 61-а).

## Забудова

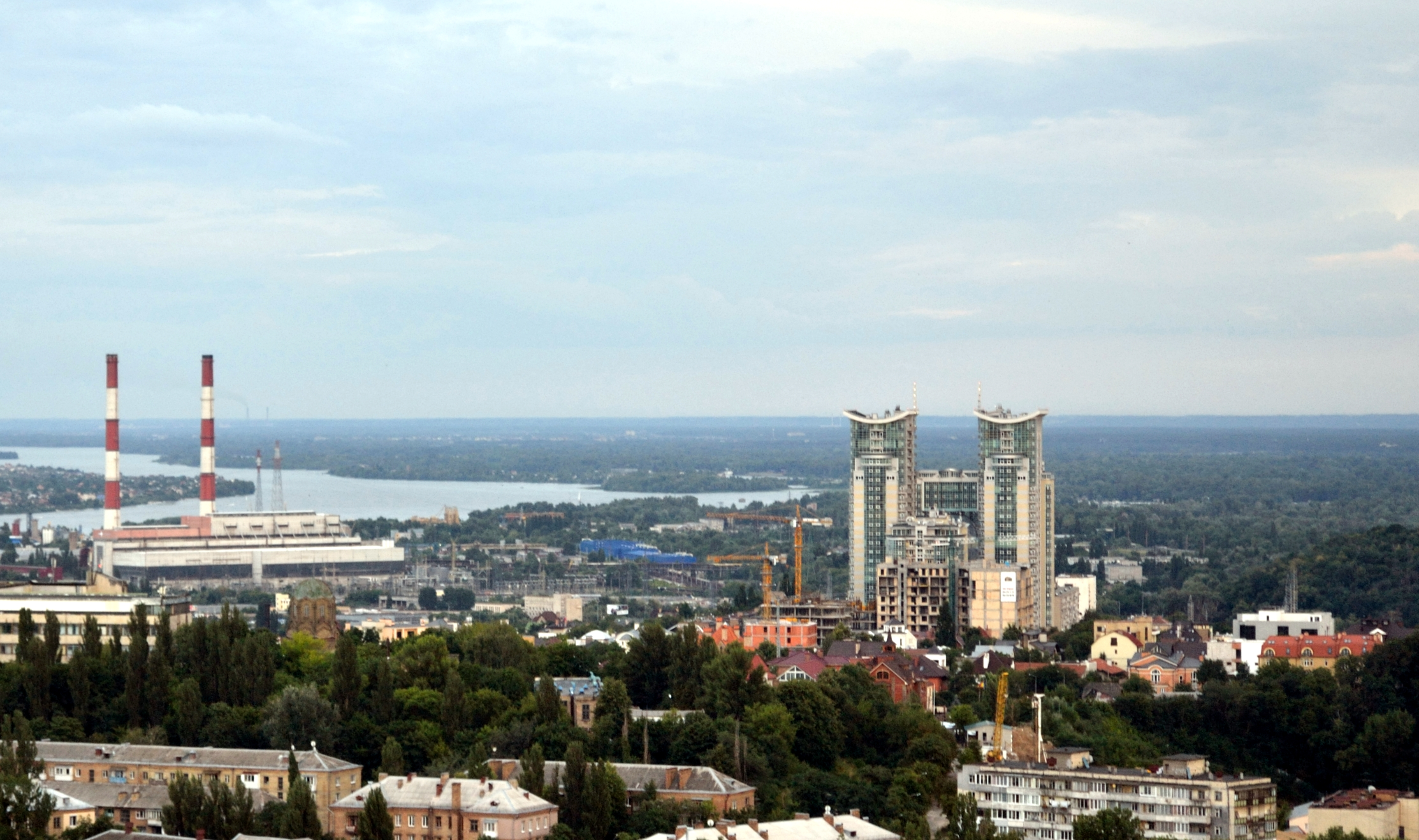
Вигляд з півночі. Справа — ЖК «Тріумф», станом на 2021 рік — найвища будівля Верхньої Телички

Житлова забудова Верхньої Телички вельми різноманітна, проте переважають тут приватні садиби різних часів. У 1960-х — на початку 1970-х тут збудували низку п'ятиповерхових будинків за типовими проєктами, у 1970-х—1980-х роках — кілька будинків висотою від 7 до 10 поверхів, як за типовими, так і за індивідуальними проєктами. За незалежної України Верхня Теличка поступово забудовується висотними житловими будинками та сучасними житловими комплексами преміум-сегменту. Станом на 2021 рік найвищим будинком Верхньої Телички є зведений у 2008 році ЖК «Тріумф» (інша назва — «Звіринецькі вежі»), який складається з 14- та 25-поверхових секцій. Окрім висотних ЖК, на Верхній Теличці наприкінці 2000-х — у 2010-х роках збудована низка елітних житлових будинків від 2 до 10 поверхів.

## Транспорт
З усіх маршрутів міського транспорту по Верхній Теличці курсує лише один — автобусний маршрут № 76, який сполучає цю місцевість із станцією метро «Печерська». Відкритий ще у 1960-х роках, цей маршрут спершу курсував до Печерського мосту.
Також між Верхньою і Нижньою Теличками розташований пересадковий вузол «Видубичі», який складається з однойменних автостанції, станції метро і залізничної платформи, однак через значні перепади рельєфу з власне Верхньої Телички до нього можна дістатися лише в обхід вулицею Тимірязєвською та сходами від вулиці Сорочинської. При пересадковому вузлі станом на 2022 рік розташована також кінцева зупинка «Станція метро „Видубичі“», де зупиняються тролейбуси № 15 і № 38, та маршрутні таксі № 491 і № 520, які курсують по вулиці Бойчука.

## Госпітальне (військове) кладовище
У 1878 році на Верхній Теличці, приблизно між залізницею та кінцевою частиною сучасної Звіринецької вулиці виділили ділянку під військове кладовище, на якому мали ховати солдатів, які отримали поранення на російсько-турецькій війні 1877—1878 років і померли у військовому шпиталі. Завдяки кладовищу отримала свою назву вулиця Військово-Кладовищенська. Поховання на цьому некрополі здійснювалися до 1914 року, коли з початком Першої світової війни зросла кількість померлих військовиків і кладовище швидко переповнилося.
Попри те, що Госпітальне кладовище на Верхній Теличці ще з'являється на мапі Києва 1931 року, у другій половині XX століття воно було закрите і знищене, територія забудована приватними садибами. Станом на 2022 рік зберігся лише невеликий клаптик колишнього цвинтаря з приблизно десятком могильних хрестів і надгробків, розташований наприкінці Звіринецького провулку. На початку XXI століття тут встановили меморіальний хрест, присвячений воїнам-учасникам російсько-турецької війни 1877—1878 років. У грудні 2020 року, під час земляних робіт на місці колишнього кладовища екскаватор відкопав надгробок генерал-лейтенанта Євгена Спокойського-Францевича, який помер 1907 року і був похований на Госпітальному цвинтарі.